# Nombre real
En matemàtiques, els nombres reals ({\displaystyle \mathbb {R} }) informalment es poden concebre com els nombres associats a longituds o qualsevol mena de magnitud física que se suposa que és contínua. Per tant, en aquest sentit, són els nombres que es poden obtenir quan es mesuren magnituds contínues.
El fet que una magnitud sigui contínua vol dir que es pot dividir en parts tan petites com es vulgui fins a l'infinit. Això fa que el conjunt de nombres necessari per a representar aquesta mena de magnituds ha d'admetre una quantitat infinita de decimals sense poder imposar que siguin periòdics. En altres paraules, són els racionals (que es poden escriure en forma de fracció) completats pels nombres la representació decimal dels quals és infinita no periòdica, tals com l'arrel quadrada de 2 i π. Aquests últims es diuen nombres irracionals. Entre els nombres reals es distingeix també els nombres algebraics i els nombres transcendents.
El terme de nombre real apareix per primera vegada el 1883 a les publicacions de Georg Cantor sobre els fonaments de la teoria dels conjunts. És un retrònim, creat en resposta al descobriment dels nombres imaginaris. Els nombres reals són al centre de la disciplina matemàtica de l'anàlisi real, a la qual deuen una gran part de la seva història.
La notació original del conjunt dels nombres reals és {\displaystyle {\textbf {R}}}. Tanmateix, com que les lletres en negreta són difícils d'escriure sobre una pissarra o un full, s'ha imposat la notació {\displaystyle \mathbb {R} }.
En matemàtiques, la paraula "real" es fa servir com a adjectiu, amb el significat que el cos subjacent és el cos dels nombres reals. Per exemple, matriu real, polinomi real, i Àlgebra de Lie real.

Representació de la recta real amb exemples de constants reals

.

## En la vida quotidiana
Els nombres reals poden representar qualsevol mesura tal com: el preu d'un producte, la duració entre dos esdeveniments, l'altitud (positiva o negativa) d'un indret geogràfic, la massa d'un àtom o la distància de la més llunyana de les galàxies. Una part dels nombres reals es fa servir cada dia, per exemple en economia, en informàtica, en matemàtiques, en física o en enginyeria. La major part del temps, només es fan servir certs subconjunts dels reals:
- els naturals que són els enters positius,
- els enters, són els que designen quantitats no fraccionables en parts més petites que la unitat.
- els racionals, que són els que es poden expressar amb una fracció que té el numerador i el denominador enters,
- els decimals, que són els racionals que es poden escriure exactament en base 10,
- els nombres algebraics, els que són arrel d'un polinomi de coeficients enters.
- els nombres calculables que comprenen la quasi totalitat dels nombres que es fan servir en ciència i en enginyeria (per exemple el nombre e i el nombre π).

Encara que tots aquests subconjunts dels reals siguin de cardinalitat infinita, són tots numerables i no representen, per tant més, que una ínfima part del conjunt dels nombres reals.

### En ciència
La física utilitza els nombres reals com a conjunt de mesura per dues raons essencials: 
- Els resultats dels càlculs de física donen freqüentment nombres que no són racionals, sense que els físics no tinguin en compte la naturalesa d'aquests valors en els seus raonaments.
- La ciència utilitza conceptes com la velocitat instantània o l'acceleració. Aquests conceptes procedeixen de teories matemàtiques per a les quals el conjunt dels reals és una necessitat teòrica. A més, si el conjunt de les mesures és l'espai dels nombres reals, aquests conceptes tenen unes propietats fortes i indispensables.

Per contra, el físic no pot realitzar mesures de precisió infinita. La representació numèrica del resultat d'un càlcul es pot apropar tant com es vulgui per un nombre decimal. En l'estat actual de la física, és fins i tot teòricament impossible realitzar mesures de precisió infinita. És per això què, tant per necessitats experimentals com teòriques, si el físic calcula les mesures en {\displaystyle \mathbb {R} }, expressa els resultats numèrics en forma de nombres decimals.
Així el físic utilitza les propietats dels nombres reals (que permeten donar un sentit a les mesures que realitza i ofereixen teoremes potents) per demostrar les seves teories. Per als valors numèrics, es conforma amb els nombres decimals. Quan mesura la distància que recorre un sòlid sobre un cercle complet, utilitza el valor sense qüestionar-ne l'existència, però sovint, amb un nombre petit de decimals en té prou per als càlculs.
Finalment, encara que els nombres reals puguin representar qualssevol grandària física, i encara que aquest espai posseeixi sovint més mesures que les que és possible utilitzar, els nombres reals no són adequats per treballar sobre molts problemes físics. S'han hagut de crear extensions dels reals per poder manipular certs espais físics. Per exemple:
- l'espai {\displaystyle \mathbb {R} ^{n}} Per a modelitzar l'espai, per exemple de dimensió 2, 3 (o més);
- el conjunt dels nombres complexos l'estructura dels quals té propietats més fortes que la del conjunt dels nombres reals.

### Consideracions tecnològiques
Els nombres reals es poden pensar com a representats sota la forma d'un desenvolupament decimal infinit. En teoria, s'hauria de poder representar qualsevol grandària. A la pràctica, aquests nombres amb desenvolupament decimal infinit no s'adapten als càlculs i no són representables en ordinadors. Els economistes i els enginyers els utilitzen en forma arrodonida, truncant o arrodonint el desenvolupament decimal infinit. Habitualment els comerciants fan un arrodoniment a dues xifres després de la coma.
Els informàtics, encara que disposen de tipus de dades tals com els nombres de coma flotant (float o doble en pseudocodi) i de coma fixa, de fet no utilitzen més que aproximacions adaptades als càlculs informàtics. Per representar exactament certs reals en un ordinador, caldria disposar d'una memòria infinita o d'un processador dedicat als càlculs simbòlics.

### Primeres observacions sobre la noció de «desenvolupament decimal infinit»
Tot nombre real pot ser representat sota la forma de «desenvolupament decimal infinit». Aquesta definició pot semblar més senzilla que altres utilitzades normalment pels matemàtics. Tanmateix, apareix ràpidament poc adaptada i implica definicions i demostracions més aviat complexes. En efecte, els nombres reals són interessants per a l'estructura i les propietats del conjunt que formen: addició, multiplicació, relació d'ordre, i les propietats que lliguen aquestes nocions. Aquestes propietats es reflecteixen malament per la definició «desenvolupament decimal infinit» i apareixen problemes teòrics:
- Certs nombres tenen dues representacions.

Per exemple, el nombre {\displaystyle x=0,9999\ldots } (els 9 segueixen fins a l'infinit), verifica l'equació {\displaystyle 10x=9+x}. El nombre {\displaystyle y=1,000000\ldots } (els 0 segueixen fins a l'infinit) n'és igualment solució. Ara bé l'existència i la unicitat de la solució a aquesta equació són dues propietats essencials per a una definició unívoca dels reals. Per resoldre aquesta situació, es fa necessari identificar les representacions decimals que són solucions d'una mateixa equació: la definició es fa més complexa.
- Utilitzar un desenvolupament decimal fa tenir un paper particular a la base 10.

Aquesta dificultat no és invencible. Es resol amb la utilització d'una base qualsevol: es parla llavors de desenvolupaments en base pàg. Llavors és possible demostrar que els conjunts construïts a partir d'aquestes bases són isomorfs i que les propietats dels nombres reals són vàlides per a totes aquestes bases. Tanmateix les demostracions es fan pesades, i la definició perd de la seva simplicitat.
- Finalment els algorismes naturals per efectuar una suma o una multiplicació, troben el seu límit a conseqüència de la doble representació dels nombres decimals.

En efecte, el que es «porta» es calcula de la dreta cap a l'esquerra, i un algorisme efectiu demana no tractar més que un nombre finit de decimals, és a dir, truncar els nombres sobre els quals es calcula: es pot truncar tan lluny com es vulgui, i no tenir mai cap decimal exacte, per exemple el càlcul 0,33…+0,66…=1. Superar aquesta dificultat demana fer servir nocions de convergència, que porten de manera natural cap a altres modes de definir els reals.
Tanmateix, una vegada establerta l'estructura del conjunt dels nombres reals, la notació per desenvolupament decimal permet fer càlculs efectius, tenint present que no és tant els decimals exactes d'un nombre el que compta, sinó la posició del nombre respecte dels altres reals.

## Aspecte històric

### Origen dels nombres

#### Utilització de les fraccions
Des de l'antiguitat s'ha plantejat la necessitat de representar una grandària mesurable, per exemple, una longitud o una duració. La primera resposta va ser la construcció de les fraccions, el quocient de dos enters positius. Aquesta solució, obtinguda molt aviat amb els Sumeris i els Egipcis, és força eficient. Permet apropar una longitud qualsevol amb tanta precisió com es vulgui.

#### Correspondència amb les longituds

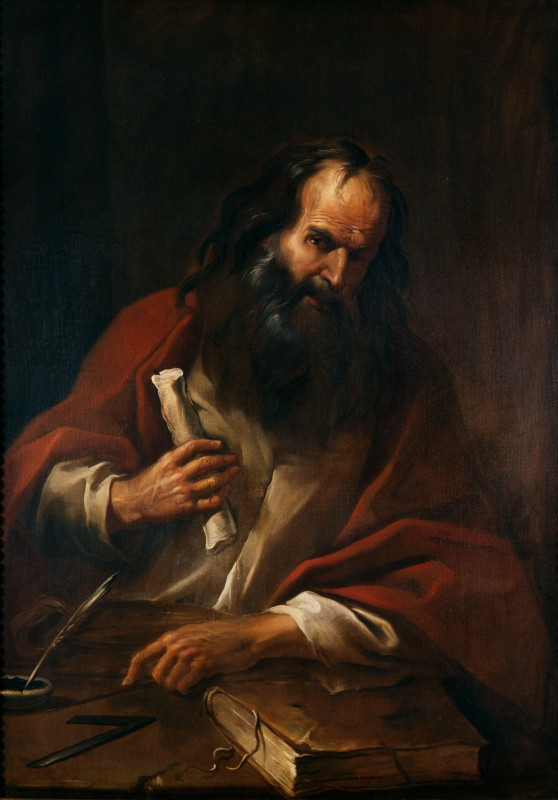
Euclidis

La primera formalització sistemàtica que es coneix és fruit del treball d'Euclides Segle III aC. Aporta en una construcció, continguda en els Elements, dues grans idees d'una importància cabdal en la història de les matemàtiques.
- Les matemàtiques es formalitzen en axiomes, teoremes i demostracions. Llavors es pot construir un sistema, amb teoremes les demostracions dels quals es basen en altres teoremes. Les matemàtiques es classifiquen en categories, la geometria i l'aritmètica en són les dues més grans. Parlar de construcció pren llavors tot el seu sentit.

- Es construeix un pont entre les dues grans categories. Aquest pas, que permetent utilitzar resultats d'una de les branques de les matemàtiques per entendre l'altra, és molt potent. Llavors, els nombres es posen en correspondència amb les longituds dels segments.

### Problemes d'incompletesa

#### Irracionalitat de l'arrel quadrada de 2

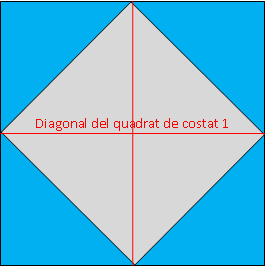
El quadrat blau té una superfície doble de la del quadrat gris

L'enfocament d'Euclides posa en evidència la primera contradicció entre la noció de nombre de l'època - les fraccions - i el paper que els és atribuït, la representació d'una grandària mesurable.
- Una longitud, el quadrat de la qual és igual a 2, existeix. Un raonament geomètric, ja vell en l'època d'Euclides, mostra que és possible construir un quadrat B de superfície doble de la d'un quadrat inicial A que s'escull de costat igual a 1. Si s'escriu {\displaystyle l} la longitud del costat del quadrat B, que és igual a la longitud de la diagonal del quadrat A, llavors es verifica la igualtat {\displaystyle l^{2}=2}.

- Una longitud, el quadrat de la qual és igual a 2, no existeix en forma de fracció. A partir d'alguns resultats en aritmètica, que ja eren coneguts en aquella època, per exemple el Lema d'Euclides, es demostra que cap nombre no pot ser l'arrel quadrada de 2. Aquí, nombre significa fracció positiva, ja que encara no era imaginable cap altra formalització de nombre.

Els Elements d'Euclides es fonamenten en una d'axiomàtica que sembla permetre demostrar alhora que una proposició és verdadera i falsa. Caldran més de dos mil·lennis perquè la humanitat pugui resoldre aquesta aparent contradicció, explicar per què els racionals no representen més que imperfectament la recta real i trobar com representar-la bé.
S'ha de notar que tres segles abans d'Euclides, en Pitàgores probablement coneixia la irracionalitat de certes arrels. Per contra, la primera formalització en un verdader corpus matemàtic construït ens ve d'Euclides.

#### Desenvolupament decimal il·limitat no periòdic
Si bé és cert que les fraccions permeten expressar qualsevol longitud amb la precisió que es desitgi, cal tenir en compte que les operacions, i particularment la divisió, es fan complexes si no s'adapta el sistema de numeració. El problema es descriu a l'article fracció egípcia que proposa alguns exemples concrets. No va ser fins al Segle V que els matemàtics indis varen descobrir el concepte del zero i varen desenvolupar un sistema de numeració decimal i posicional.
Llavors apareix un segon problema. Com que totes les fraccions tenen un desenvolupament decimal i en el cas que aquest desenvolupament és infinit, és periòdic, és a dir que la successió dels decimals no s'atura però es repeteix només un nombre finit de valors. El segon problema consisteix a saber quin sentit donar a un objecte caracteritzat per una successió de decimals no periòdica. Per exemple, el nombre amb desenvolupament decimal infinit que s'expressa com
0,1010010001… on el nombre de 0 entre les xifres 1 augmenta indefinidament, correspon a una longitud?

#### Successions i sèries
En la segona meitat del Segle XVII, s'assisteix a una expansió extraordinària de les matemàtiques en l'àmbit del càlcul de les sèries i de les successions.
Nicolaus Mercator, els Bernoulli, James Gregory, Godfried Leibniz, i altres treballen sobre sèries que semblen convergir però el límit de les quals no és racional. És el cas per exemple: 
- de la sèrie de Mercator: {\displaystyle \sum _{k=1}^{\infty }{(-1)^{k} \over k}=1-{\frac {1}{2}}+{\frac {1}{3}}-{\frac {1}{4}}+\cdots } que convergeix cap a {\displaystyle \ln(2)\,}
- de la sèrie de Gregory: {\displaystyle \sum _{k=0}^{\infty }{(-1)^{k} \over {2k+1}}=1-{\frac {1}{3}}+{\frac {1}{5}}-{\frac {1}{7}}+\cdots } que convergeix cap a {\displaystyle \pi /4\,}

I encara pitjor, en Joseph Liouville el 1844, demostra l'existència de nombres transcendents és a dir que no són arrel de cap polinomi de coeficients sencers. No n'hi ha doncs prou amb completar els racionals afegint-hi els nombres algebraics per obtenir el conjunt de tots els nombres.
- sèries del tipus {\displaystyle \sum _{k=1}^{\infty }{\frac {a_{k}}{10^{k!}}}={\frac {a_{1}}{10^{1}}}+{\frac {a_{2}}{10^{2}}}+{\frac {a_{3}}{10^{6}}}+{\frac {a_{4}}{10^{24}}}+\cdots } representant els nombres de Liouville, on {\displaystyle (a_{n})} és una successió d'enters compresos entre 0 i 9..

#### El càlcul infinitesimal

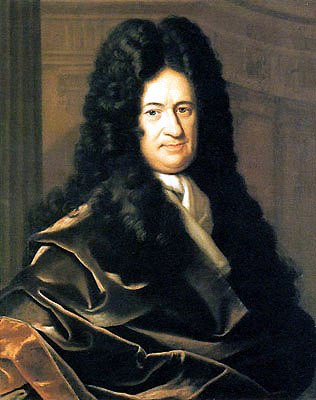
Gottfried Wilhelm von Leibniz

Durant la segona part del segle xvii, Isaac Newton i Gottfried Wilhelm von Leibniz inventen una nova branca de les matemàtiques. Ara se'n diu l'anàlisi, en aquell temps era coneguda sota el nom de càlcul infinitesimal. Aquesta branca es guanya gairebé immediatament un renom immens, ja que és la base d'una nova teoria física universal: la teoria de la gravetat newtoniana. Una de les raons d'aquest renom és la resolució d'una antiga qüestió, és a dir si la Terra gira al voltant del Sol o a l'inrevés.
Ara bé el càlcul infinitesimal no es pot demostrar rigorosament en el conjunt dels nombres racionals. Si els càlculs són precisos, s'han d'expressar en un llenguatge d'una gran complexitat i les demostracions procedeixen més de la intuïció geomètrica que d'una argumentació rigorosa en el sentit de la nostra època.
La impossibilitat de construir l'anàlisi en el conjunt de les fraccions resideix en el fet que aquesta branca de les matemàtiques es basa en l'anàlisi dels elements infinitament petits (infinitèsims). Ara bé, els nombres racionals es poden comparar amb una infinitat de petits grans de sorra (de mida infinitament petita) a la recta real que deixen infinitament més forats que matèria. L'anàlisi no es pot conformar amb aquest suport. Demana el suport d'un espai complet. La paraula s'utilitza aquí en un doble sentit, el sentit intuïtiu que significa que la infinitat de petits forats s'ha de tapar i el sentit que els matemàtics li donen avui, més abstracte però rigorosament formalitzat. Aquesta noció és tan important que esdevindrà a trenc d'alba del segle xx una àmplia branca de les matemàtiques anomenada topologia.

#### La recta real
Si bé l'existència dels nombres negatius apareix molt aviat en la història (matemàtica índia), cal esperar fins al 1770 perquè obtinguin gràcies a Euler un verdader estatut de nombre i perdin el seu caràcter d'artifici de càlcul. Però cal esperar encara un segle més per veure el conjunt dels reals associat al conjunt dels punts d'una recta orientada, anomenada recta real.
Es considera una recta R que conté un punt O que es dirà, per convenció, origen. Sigui un punt l diferent d'O pertanyent a R que s'identifica al nombre 1. Per convenció, es dirà que la distància d'O a l és igual a 1 i que l'orientació de la recta és la que va d'O cap a l. A tot punt M de la recta, se li associa la distància entre O i M (prenent la distància entre O i l com a unitat de mesura de distàncies). Si el M i I són al mateix costat respecte de O llavors la distància es considera positiva, si no negativa.
Aquesta relació, que la formalització actual en diu bijecció permet identificar un nombre real a un punt d'una recta.

### Després de 2.200 anys: la solució

#### La construcció

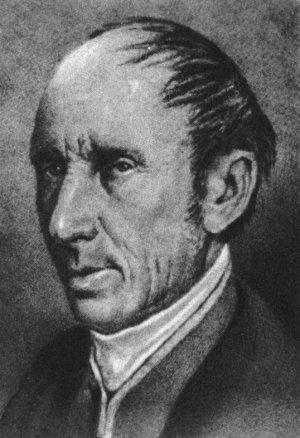
Augustin Louis Cauchy

L'anàlisi permet una intuïció cada vegada més precisa sobre la topologia dels nombres. Llavors amb un segle n'hi haurà prou per permetre construir rigorosament els nombres reals és a dir tapar els forats.

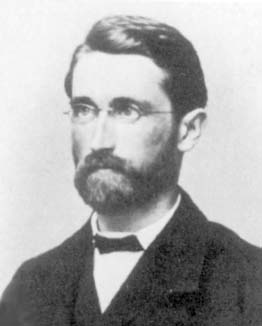
Richard Dedekind

Com passa de vegades en matemàtiques, un cop el problema arriba a la maduresa, no és un, sinó dos pensadors que resolen la dificultat.
El primer a definir un concepte que permet resoldre la problemàtica de la construcció dels nombres reals va ser Augustin Louis Cauchy. El seu enfocament ha continuat sent el més fructuós. S'aplica també a altres casos a més dels nombres reals. La seva idea és la següent: una successió de nombres hauria de convergir (és a dir tenir un límit), si, al cap d'un cert temps, tots els elements de la successió són a una distància uns dels altres tan petita com es vulgui. Aquesta idea es formalitza a l'article Successió de Cauchy. Es considera la successió: primer terme 1 seguit d'1,4 després 1,41 i així successivament afegint a cada terme un decimal més de {\displaystyle {\sqrt {2}}}, aquesta successió verifica el criteri de Cauchy. El seu límit és un bon candidat per a representar l'arrel quadrada de 2 i aquest enfocament permet construir els nombres reals. S'ha de notar però que és només cap a la fi del segle xix que aquesta idea permet una construcció rigorosa del conjunt dels reals que és realitzada per dos matemàtics Cantor el 1872 i Méray el 1869.
El segon és Richard Dedekind que, el 1872, proposa a la seva obra Was sind und was sollen die Zahlen (el que són i el que han de ser els nombres) un mètode més senzill estudiant la relació d'ordre sobre les fraccions. La seva idea consisteix a considerar els talls, per exemple tots els nombres que són negatius o que el seu quadrat és més petit que 2. Aquest objecte també és un bon candidat per representar l'arrel quadrada de 2.
Existeix un altre mètode a partir dels desenvolupaments decimals, tanmateix l'addició i la multiplicació no són de les operacions més senzilles de definir. És probablement aquesta raó que fa d'aquest enfocament el menys popular.
Aquests mètodes construeixen tots el mateix conjunt, el dels nombres reals.

#### La solució és més rica del previst

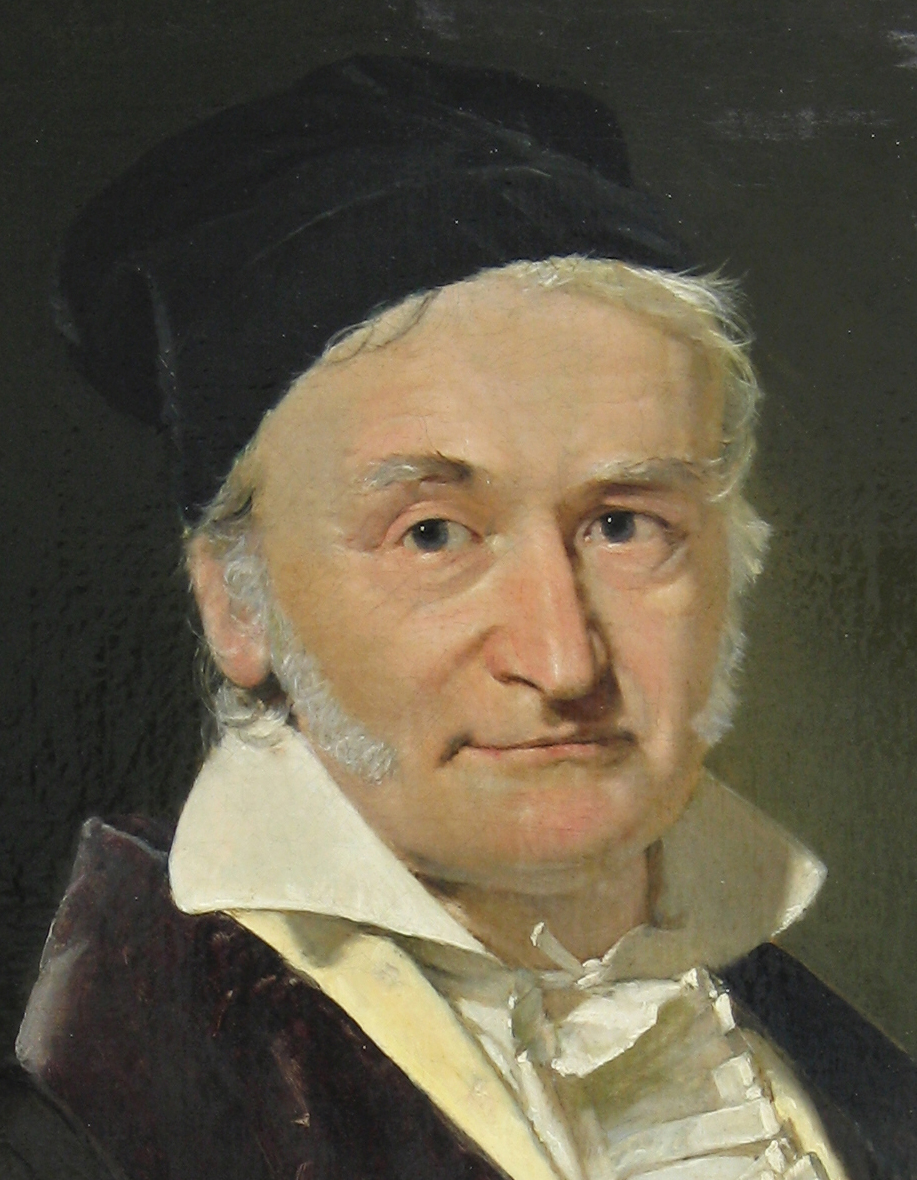
Carl Friedrich Gauss

El segle segle xix mostra que aquesta nova estructura, el conjunt dels nombres reals, les seves operacions i la seva relació d'ordre, no només compleix les seves promeses sinó que va més enllà.
- No només es resol la paradoxa de la {\displaystyle {\sqrt {2}}}, sinó que també s'obté un teorema molt potent: el teorema del valor intermedi, que permet construir totes les funcions inverses necessàries, així com els radicals com a inverses de les funcions de tipus {\displaystyle x\mapsto {\sqrt[{n}]{x}}}, i les inverses de les funcions trigonomètriques.

- Els desenvolupaments decimals infinits tenen ara un sentit. A més, es fa possible comprendre millor els nombres reals i classificar-los. Així, fora de les fraccions racionals es descobreix el cos dels nombres algebraics, és a dir dels nombres que són arrels d'un polinomi de coeficients sencers. Apareix una nova família de nombres: els transcendents que no són arrels de cap equació polinòmica de coeficients sencers. Les propietats d'aquests nombres permeten la demostració d'antigues conjectures com la quadratura del cercle.

- Finalment, es generalitza el Teorema de Rolle i permet la demostració d'un resultat essencial per a l'anàlisi. El comportament infinitesimal d'una funció, per exemple el fet que la derivada sigui sempre positiva, permet deduir un comportament global. Això significa per exemple, que si un sòlid es desplaça sobre una recta amb una velocitat instantània sempre positiva, llavors el sòlid ha avançat, és a dir que s'ha desplaçat positivament (cap a «endavant») respecte a l'origen. Aquesta problemàtica que havia aturat als grecs, incapaços de resoldre les paradoxes de Zenó, es compren definitivament. Aquest resultat, que la intuïció declara evident, ha demanat segles d'esforços.

- Llavors, a partir del desenvolupament del càlcul infinitesimal, la manipulació dels elements infinitament petits es pot abordar de forma diferent. El conjunt dels nombres reals no podia satisfer a tots els matemàtics. En els anys 1960, Abraham Robinson va establir la noció de nombre hiperreal que permet el desenvolupament de l'anàlisi no estàndard. Aquesta nova teoria permet expressar i demostrar més simplement certs resultats fonamentals com el Teorema de Bolzano-Weierstrass.

## Naturalesa: matemàtiques i filosofia
L'evolució dels conceptes de nombre real i de continuïtat és tant filosòfica com matemàtica. Que els nombres reals formen una entitat continua vol dir que no hi ha de «salts» o «bandes prohibides». Intuïtivament, tot és com la percepció humana de l'espai o l'escolament del temps. Certs filòsofs conceben que és exactament igual per a tots els fenòmens naturals. Aquest concepte es resumeix en la divisa del matemàtic i filòsof Leibniz 
| « | natura no facit saltus | » |

, «la natura no fa salts».
Per altra banda hi ha fenòmens físics que es tracten com si fossin continus aprofitant amb èxit totes les eines desenvolupades per l'anàlisi matemàtica, mentre que les teories físiques acceptades diuen que a escala microscòpia aquests fenòmens no són continus. Per exemple, la temperatura i la pressió d'un gas, s'expliquen pel comportament de les seves molècules, que són sempre un nombre natural, en canvi, la termodinàmica i la mecànica de fluids clàssiques, aquestes magnituds les plantegen en equacions diferencials per estudiar la transferència de calor i la dinàmica dels fluids.

### De la Grècia antiga al començament dels Temps moderns
La història de la continuïtat comença a l'antiga Grècia. Al segle v aC, els atomistes no creuen només que la naturalesa és feta de «salts», sinó també que existeixen partícules bàsiques no divisibles, els àtoms. En canvi els synejistes sostenen que tot és connectat, continu. Demòcrit és un partidari d'una naturalesa feta d'àtoms intercalats de buit, mentre que Èudox de Cnidos el contradiu, fent dels seus treballs els més antics precursors de l'anàlisi. Aquests evolucionen més tard en el que es coneix amb el nom de geometria euclidiana.
Encara al segle xvii, els matemàtics enunciaven que una funció contínua, de fet, està constituïda per línies rectes infinitament petites, és a dir infinitesimals (en l'anàlisi no estàndard, entorn de cada nombre hiperreal hi ha una mònada de nombres hiperreals en la qual l'extensió hiperreal de qualsevol funció contínua en el punt és una recta). El concepte d'infinitament petit, vist des de l'òptica atomista, pot promoure aquesta manera de concebre la natura. La qüestió d'infinit és doncs central en la comprensió de la continuïtat i dels nombres reals.
Les paradoxes de Zenó il·lustren tot allò de contraintuïtiu que és la noció d'infinit. Una de les més conegudes és la de la fletxa, en la qual s'imagina una fletxa en vol. A cada instant, la fletxa es troba a una posició precisa i si l'instant és massa curt, llavors la fletxa no té temps de desplaçar-se i es queda en repòs durant aquest instant. Els instants següents, continua immòbil per la mateixa raó. La fletxa és sempre immòbil i no es pot desplaçar: el moviment és impossible. Per resoldre aquesta paradoxa, cal sumar aquests infinitament petits un nombre infinit de vegades, pel mètode del límit, descobert en el transcurs de l'evolució de l'anàlisi.

### Història de l'anàlisi
El concepte de continuïtat dels nombres reals ha estat central en anàlisi, des del començament de la seva història. Una qüestió fonamental és la de determinar si una funció donada és contínua. Al segle xviii, es formulava aquesta qüestió com «aquella en la que una variació infinitesimal en la seva variable independent genera una variació infinitesimal en la seva variable dependent » Al segle xix, s'abandona aquesta formulació i se substitueix per la dels límits.
Des del Segle XVIII, els infinitesimals cauen en desgràcia: es diu que tenen utilitat pràctica, però que són erronis, innecessàries i contradictoris. Els límits els reemplacen del tot, i a partir del començament del segle xx, els infinitesimals ja no són la base de l'anàlisi. En matemàtiques continuen sent d'alguna manera no-conceptes, fins que se'ls introdueix en geometria diferencial, donant-los l'estatut matemàtic de camp tensorial.
En les ciències aplicades, en particular en física i en enginyeria, es fan servir molt sovint els infinitesimals. Això causava problemes de comunicació entre aquestes ciències i les matemàtiques fins al desenvolupament de l'anàlisi no standard i dels nombres hiperreals que tonen a introduir, aquest cop de forma matemàticament rigorosa, el concepte d'infinitesimal.

## Definicions axiomàtiques deR{\displaystyle \mathbb {R} }i primeres propietats
Si es desitja ser breu, es pot caracteritzar el conjunt dels nombres reals que s'indiquen en general {\displaystyle \mathbb {R} }. Per la frase de David Hilbert: {\displaystyle \mathbb {R} } és l'últim cos commutatiu arquimedià que és complet . «Últim» significa que tot cos commutatiu arquimedià és isomorf a un subconjunt de {\displaystyle \mathbb {R} }. Aquí «isomorf» significa intuïtivament que posseeix la mateixa forma, o es comporta exactament de la mateixa manera, es pot doncs acceptar sense gran dificultat l'afirmació que els conceptes matemàtics que hi ha al darrere són els mateixos.

### Enfocament axiomàtic

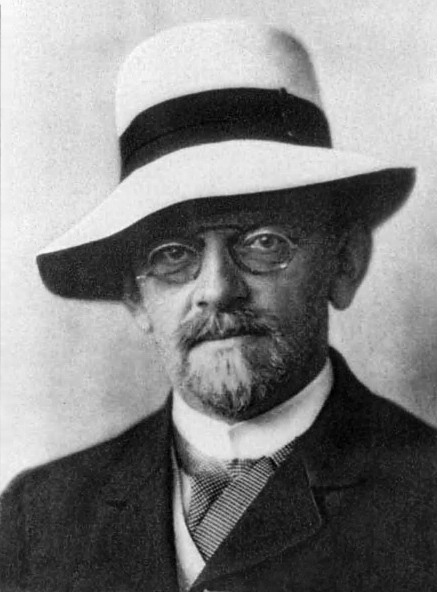
David Hilbert

Un enfocament axiomàtic consisteix a caracteritzar un concepte per una o una sèrie de definicions. Aquest punt de vista, del qual Hilbert n'és el precursor en el seu formalisme modern, s'ha revelat extremadament fecund al segle xx. Nocions com la topologia, la teoria de la mesura, o les probabilitats es defineixen ara de forma axiomàtica. Un enfocament axiomàtic suposa una comprensió perfecta de l'estructura en qüestió i permet una demostració dels teoremes de manera única a partir d'aquestes definicions. És la raó per a la qual bones definicions poden en matemàtiques mostrar-se tan potents. L'enfocament axiomàtic de {\displaystyle \mathbb {R} } no demostra pas la seva existència. Llavors sembla necessari construir aquesta estructura. Aquesta qüestió és tractada a l'article Construcció dels nombres reals.
La definició axiomàtica s'ha donat essencialment a la introducció. {\displaystyle \mathbb {R} } és l'únic cos arquimedià complet, aquest cos és necessàriament commutatiu. Però també hi ha una altra definició axiomàtica més senzilla que n'és equivalent. {\displaystyle \mathbb {R} } és l'únic cos totalment ordenat que satisfà l'axioma de la fita superior (tot subconjunt fitat superiorment té un suprem). La unicitat significa aquí que, si K és un cos totalment ordenat posseint la propietat de la fita superior, existeix un únic isomorfisme estrictament creixent de K en {\displaystyle \mathbb {R} }.
- {\displaystyle \mathbb {R} } és un cos. Això vol dir que {\displaystyle \mathbb {R} } té una estructura algebraica pura, en altres paraules totes les seves lleis són internes. En efecte l'addició i la multiplicació si s'apliquen a dos nombres reals sempre donen un tercer nombre real. {\displaystyle \mathbb {R} } és un cos commutatiu. Les seves dues operacions, l'addició i la multiplicació, tenen totes dues les propietats usuals.

- {\displaystyle \mathbb {R} } és un cos totalment ordenat. Això significa que tots els nombres poden ser comparats entre ells (un és o bé més gran, o bé més petit, o bé igual a l'altre) i que aquesta relació respecta l'addició i la multiplicació. En llenguatge matemàtic es té:

{\displaystyle \forall (a,b,c)\in \mathbb {R} ^{3}\quad a>b\;\Rightarrow a+c>b+c\;};
{\displaystyle \forall (a,b)\in \mathbb {R} ^{2},\forall c\in \mathbb {R} _{+}^{*}\quad a>b\;\Rightarrow a\times c>b\times c\;}
- L'axioma de la fita superior s'expressa de la manera següent: si un conjunt A és diferent del buit i fitat superiorment, en altres paraules si existeix un nombre donat més gran o igual a qualsevol element d'A; llavors A admet un suprem, que és la més petita de totes les fites superiors.

Aquest darrer axioma diferencia {\displaystyle \mathbb {R} } de tots els altres cossos. Existeix en efecte una infinitat de cossos commutatius totalment ordenats, però un de sol satisfà l'axioma de la fita superior.
- {\displaystyle \mathbb {R} } és arquimedià. Això significa que si es considera un nombre a estrictament positiu, per exemple 2 i es pren la successió {\displaystyle a,2a,3a...} És a dir, en el nostre exemple 2, 4, 6… llavors s'obtindran en la successió, nombres tan grans que es vulgui. En llenguatge matemàtic, allò s'escriu:

{\displaystyle \forall (a,b)\in {\mathbb {R} _{+}^{*}}^{2}\;\exists n\in \mathbb {N} \quad n\cdot a>b\;}
- {\displaystyle \mathbb {R} } és un cos complet. És a dir que tota successió de Cauchy de nombres reals convergeix.

### Primeres propietats

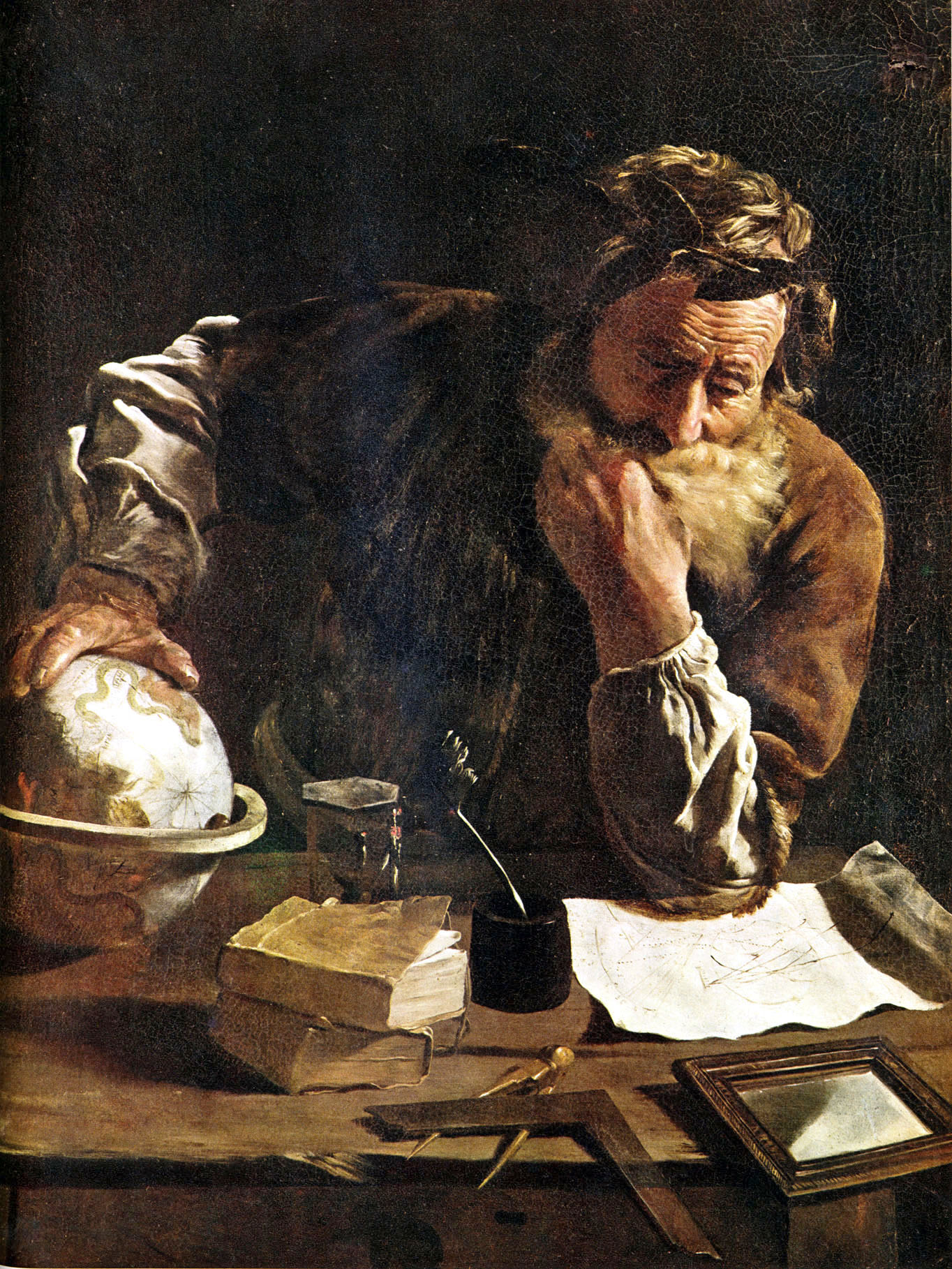
Arquimedes, Domenico Fetti, 1620

Aquesta secció és essencialment tècnica. Tracta de les propietats essencials i elementals per a un tractament analític de {\displaystyle \mathbb {R} }.
La propietat següent prové del fet que {\displaystyle \mathbb {R} } és arquimedià.
- Entre dos reals diferents, existeix sempre un racional i un irracional.

Les altres propietats són conseqüències de la propietat de la fita superior.
- Tot conjunt no buit i fitat inferiorment de {\displaystyle \mathbb {R} } admet una ínfim.

- Tota successió creixent i fitada superiorment en {\displaystyle \mathbb {R} } és convergent.

- Tota successió decreixent i fitada inferiorment en {\displaystyle \mathbb {R} } és convergent.

- Dues successions adjacents convergeixen cap al mateix límit. Es diuen successions adjacents dues successions, l'una creixent, l'altra decreixent, tals que la successió diferència tendeix cap a 0.

### Conjunt estès de nombres reals
Es defineix el conjunt estès de nombres reals i s'indica {\displaystyle {\tilde {\mathbb {R} }}} el conjunt {\displaystyle \mathbb {R} } com la suma de dos punts {\displaystyle -\infty +\infty }.
{\displaystyle {\tilde {\mathbb {R} }}=\mathbb {R} \cup \{-\infty ,+\infty \}}.
L'ordenació s'estén a aquest nou punt posant-hi: {\displaystyle -\infty \,<\,x,x\,<\,+\infty } per a cada {\displaystyle x\in \mathbb {R} }.
La importància d'aquest conjunt deriva del fet que només en {\displaystyle {\tilde {\mathbb {R} }}} estès pot donar-se una definició inequívoca del concepte de límit, mitjançant l'extensió de la definició d'entorn d'un punt, en què es fa una referència cap als "punts" {\displaystyle -\infty ,+\infty }.

### Clausura algebraica
Existeix un conjunt de funcions particularment interessants, els polinomis. Un polinomi, de vegades es pot factoritzar. És a dir que s'expressa sota la forma de producte de polinomis no constants de graus més petits. L'ideal és que es pugui factoritzar tot polinomi en factors de grau 1 (és a dir de la forma {\displaystyle ax+b\;}). Aquesta propietat depèn del cos sobre el qual es construeixen aquests polinomis. Per exemple sobre el cos dels racionals, per a qualsevol enter {\displaystyle n} superior o igual a dos, existeixen polinomis de grau {\displaystyle n} irreductibles, és a dir que no es poden expressar en forma de producte de polinomis de graus més petits. Per als nombres reals, es demostra que el major grau d'un polinomi irreductible és igual a dos. En Altres Paraules, si el polinomi no es descompon, és que és de la forma {\displaystyle ax^{2}+bx+c\;}. Els cossos que no tenen com a polinomis irreductibles més que els polinomis de grau 1 són anomenats algebraicament tancats.
Sí bé {\displaystyle \mathbb {R} } no és algebraicament tancat, es pot submergir aquest cos a un cos més vast. Es tracta d'un nou cos, el cos dels nombres complexos. Tanmateix aquest cos no és globalment «millor». La seva clausura algebraica és una propietat molt interessant, però té un cost: el cos dels complexos no pot posseir una relació d'ordre compatible amb les seves dues operacions. D'alguna manera, el que es guanya per cantó es perd per l'altre.

### Topologia
La raó de ser nombres reals és d'oferir un conjunt de nombres amb bones propietats que permeten la construcció de l'anàlisi. Hi ha dos enfocaments possibles utilitzant dos conceptes diferents.
- Es pot utilitzar la noció d'espai mètric que sobre {\displaystyle \mathbb {R} } fa servir la distància usual. Aquesta distància, que aquí s'escriurà {\displaystyle d\;}, ja era utilitzada per Euclidis. Es defineix de la manera següent:

{\displaystyle \forall (x,y)\in \mathbb {R} ^{2},d(x,y)=|y-x|\;}
Aquest concepte és el més intuïtiu i en general porta a les demostracions una mica més naturals. Sovint és a partir d'aquest concepte, que es desenvolupen i es demostren les propietats analítiques de {\displaystyle \mathbb {R} }.
- També es pot utilitzar la teoria de la topologia. Aquesta teoria és més general que l'associada a la distància. Tot espai mètric és associat a un espai topològic. Però el recíproc no és cert.

L'elegància afavoreix la base axiomàtica més feble. Al segle xx s'intenta un treball de reformulació general de les matemàtiques l'associació Bourbaki i es tradueix en la redacció d'una obra titulada Elements de matemàtica. Aquesta obra tracta, de manera rigorosa, d'una vasta part de les matemàtiques actuals. Per aquesta raó, els Elements desenvolupen i demostren les propietats del conjunt dels reals a partir de la topologia. És la tria que seguirem aquí.

### Cardinalitat
Quants n'hi ha de nombres reals? Una infinitat, però quina? Existeixen diversos cardinals infinits. Aquí cardinal es pot entendre ingènuament com el nombre d'elements que conté un conjunt. En el cas on els conjunts no són finits, la nostra primera impressió és enganyosa. Per comprendre la trampa, comparem el cardinal dels nombres sencers positius i dels nombres parells positius. La primera impressió és dir que el cardinal dels enters positius és més gran, ja que aquest conjunt conté, no només els nombres parells sinó a més els nombres senars, per tant dues vegades més nombres. Després es pot veure que l'aplicació que, a un nombre sencer positiu li associa el doble d'aquest nombre, mostra una correspondència bijectiva, és a dir que associa a cada nombre del conjunt de sortida un i només un element del d'arribada. La primera impressió no és correcta i no permet construir la teoria dels cardinals. Els dos cardinals són de fet iguals. De fet, el conjunt dels enters positius i el conjunt dels sencers parells positius (o senars positius) corresponen a un mateix cardinal anomenat numerable. En altres paraules, hi ha tants nombres sencers positius com nombres parells (o senars) positius!..
Què hi ha del cardinal dels nombres racionals? Sembla infinitament més gran que el dels enters, ja que entre dos enters existeix una infinitat de fraccions. Tanmateix, és possible establir una bijecció entre el conjunt dels enters i el de les fraccions. La demostració es dona a l'article conjunt numerable es basa en contar primer les fraccions tals que el numerador i el denominador són tots dos més petits que un determinat nombre i anar augmentant successivament aquest nombre.
E formula llavors la mateixa qüestió per al conjunt {\displaystyle \mathbb {R} }. El seu cardinal no és enumerable, és superior al dels nombres sencers. El cardinal dels nombres racionals s'escriu {\displaystyle \aleph _{0}\;}. El dels nombres reals s'escriu {\displaystyle c\;} o {\displaystyle 2^{\aleph _{0}}\;} i es diu el cardinal del continu o la potència del continu. D'on prové aquest canvi d'escala de cardinal? De fet, els racionals i fins i tot els nombres algebraics tenen sempre un cardinal enumerable. El conjunt dels nombres reals té el cardinal del continu. Són doncs infinitament més nombrosos que els nombres algebraics i, per tant, que els nombres enters. Georg Cantor, genial inventor de l'argument de la diagonal, estableix aquesta teoria i es planteja la qüestió de l'existència d'un cardinal estrictament més gran que el dels nombres racionals i estrictament més petit que el dels nombres reals. La seva hipòtesi és que tal cardinal no existeix, se'n diu la hipòtesi del continu. Aquesta conjectura és fonamental en la història de les matemàtiques en dos aspectes:
- Primer de tot la qüestió dels cardinals ha estat englobada per Cantor en una teoria més vasta, la teoria de conjunts, que serveix actualment de fonament a tota la Matemàtica. La integritat del formalisme i de la construcció de les matemàtiques té com a fonament aquesta teoria.

- Després resulta que la resposta a la qüestió de la hipòtesi del continu és realment estranya, ha calgut esperar fins a la segona meitat del segle xx per trobar-la. És indecidible. Això significa que és tan impossible de demostrar l'existència de tal conjunt, com de mostrar que aquest conjunt no existeix, si no es modifica la base axiomàtica utilitzada, la qual cosa per exemple desemboca a la teoria de l'anàlisi no estàndard.

### Història de les matemàtiques
- Richard Mankiewicz, Christian Jeanmougin, Denis Guedj. Une histoire des mathématiques, Éditions Seuil
- Denis Guedj. L'empire des nombres, Éditions Gallimard
- Nicolas Bourbaki. Eléments d'histoire des mathématiques, Édition Masson

### Llibres històrics de matemàtiques
- Euclides. Els Elements, Vol 4, Llibre XI a XIII
- Isaac Newton. Principis matemàtics de la filosofia natural

### Llibres de referència sobre els nombres reals i l'anàlisi elemental
- Nicolas Bourbaki. Elements de matemàtiques – Les estructures fonamentals de l'anàlisi - Llibre III – Topologia general
- Nicolas Bourbaki, Elements de matemàtiques - Les estructures fonamentals de l'anàlisi - Llibre IV – Funcions d'una variable real (Teoria elemental)
- Roger Godement. Anàlisi matemàtica